# Predrag Radosavljević
Predrag Radosavljević (szerb cirill betűkkel Предраг Радосављевић; Belgrád, 1963. június 24. – ) szerb származású amerikai válogatott labdarúgó, edző.

## Pályafutása

### Klubcsapatban
Belgrádban született, Jugoszláviában. Pályafutását 1982-ben a Crvena zvezdában kezdte. 1985 nyarán a Tacoma Stars edzője Bob McNab látta Prekit egy belgrádi teremtornán játszani és szerződést ajánlott neki. A Tacománál öt szezont töltött, ezalatt három alkalommal került be a liga All-Star csapatába, két alkalommal MVP-nek is megválasztották. 1989-től kezdve fontolóra vette az amerikai állampolgárság megszerzését. 1990-ben egy évet Svédországban játszott nagy pályán, majd visszatért a terembe a St. Louis Storm csapatához, ahol két évig játszott. 1992 és 1994 között az angol Everton játékosa volt. Az 1994–95-ös szezonban párhuzamosan játszott nagy pályán és teremben is. Előbbi esetében a Portsmouth, utóbbi esetében pedig a San Jose Grizzlies csapatát erősítette.
1996-ban visszatért az Egyesült Államokba az újonnan megalakuló MLS-be a Kansas City Wizards-hoz. 1996 és 2005 között volt a kansasi csapat játékosa, egyetlen év kivételével, 2001-ben a Miami Fusionben játszott.

### A válogatottban
1996 és 2001 között 28 alkalommal szerepelt az Egyesült Államok válogatottjában és 4 gólt szerzett. Az eredetileg Jugoszláviából származó szerb születésű Preki 1985-től az Egyesült Államokban élt és miután felajánlották neki, hogy játszhatna az amerikai válogatottban, rögtön kérvényezte az állampolgárságot, amit 1996. október 25-én megkapott. Első mérkőzésére 1996. november 3-án került sor egy Guatemala elleni barátságos mérkőzés alkalmával. Részt vett az 1998-as világbajnokságon, ahol pályára lépett szülőhazája Jugoszlávia ellen.
Ezen kívül tagja volt az 1998-as CONCACAF-aranykupán ezüstérmet szerzett a válogatottnak is.

## Sikerei

### Játékosként
Crvena zvezda
- Jugoszláv bajnok (1): 1983–84

Kansas City Wizards
- MLS-győztes (1): 2000

Egyesült Államok
- CONCACAF-aranykupa döntős (1): 1998